# SALK Open
SALK Open är en tennistävling, som är världens äldsta och största inomhusturnering för juniorer, arrangerad av Stockholms Allmänna Lawntennisklubb.
SALK Open eller ”Skolungdomens nationella lawntennistäflingar” som den hette från början spelades för första gången i januari 1907. Tävlingen har därefter återkommit årligen och har sedan slutet av 1980-talet lockat omkring 1 000 deltagare varje år. SALK Open kan därmed sägas vara världens äldsta och största juniorturnering i tennis.
Turneringen avgörs i SALK-hallen och spelas mellan Annandag jul och Trettonhelgen. 2016/2017 års upplaga avgörs mellan 26 december 2016 och 8 januari 2017.
Så gott som samtliga framstående spelare från Sverige under det gångna seklet har prövat lyckan i SALK Open. Nedan presenteras ett urval av tidigare vinnare.
Frans Möller (07), Olle Andersson (13), Curt Östberg (25, 26), Kalle Schröder (29, 30, 31), Mary Lagerborg (37), Lennart Bergelin (40), Sven Davidson (44, 45, 46, 47), Ulf Schmidt (50, 52), Jan-Erik Lundqvist (53), Christina Sandberg (62, 63), Björn Borg (67, 68, 69, 70), Helena Anliot (70, 71, 72), Mats Wilander (77, 78), Kent Carlsson (79), Helena Sukova (79), Anders Järryd (77, 78, 79), Stefan Edberg (77, 79, 80), Magnus Gustafsson (82), Nicklas Kulti (82, 84), Maria Strandlund (84), Thomas Enqvist (85, 86, 87, 88), Magnus Norman (87, 89), Åsa Carlsson (88, 90, 90, 91), Thomas Johansson (86, 88, 89, 90), Joachim Johansson (95, 97), Sofia Arvidsson (95, 97, 99), Åse Vikström (tidigare Åse Törngren) (97), Robin Söderling (97, 98, 99, 99), Johanna Larsson (99, 01).